# Racines (album de Tiken Jah Fakoly)
Albums de Tiken Jah Fakoly
Dernier Appel
(2014) Le monde est chaud
(2019)
Racines est un album de Tiken Jah Fakoly sorti en 2015. Il s'agit d'un album de reprise de grand classiques reggae, aussi bien Bob Marley que Peter Tosh. Tiken Jah Fakoly le définit ainsi : « Ce disque Racines est un hommage aux grands classiques du reggae qui m’accompagnent depuis mon enfance.».
L'album est enregistré au Studio Tuff Gong à Kingston avec Sly & Robbie, Robbie Lyn et Mikey Chung (en),.
Des instruments mandingues sont ensuite ajoutés à Bamako : n'goni, balafon, tama, kora, sokou.

## Titres
| No  | Titre                                        | Artiste original         | Durée |
| --- | -------------------------------------------- | ------------------------ | ----- |
| 1.  | Is It Because I'm Black ? (feat. Ken Boothe) | Syl Johnson              | 3:35  |
| 2.  | Get Up, Stand Up (feat. U-Roy)               | The Wailers              | 3:23  |
| 3.  | One Step Forward (feat. Max Romeo)           | Max Romeo                | 3:34  |
| 4.  | Slavery Days                                 | Burning Spear            | 4:09  |
| 5.  | Zimbabwe                                     | Bob Marley & The Wailers | 3:55  |
| 6.  | Fade Away (feat. Jah9 (en))                  | Junior Byles             | 3:11  |
| 7.  | Brigadier Sabari                             | Alpha Blondy             | 4:06  |
| 8.  | Hills And Valleys                            | Buju Banton              | 4:25  |
| 9.  | Christopher Columbus                         | Burning Spear            | 3:31  |
| 10. | Police And Thieves (en)                      | Junior Murvin            | 3:30  |
| 11. | African                                      | Peter Tosh               | 3:47  |